# Diacamma ceylonense
Diacamma ceylonense är en myrart som beskrevs av Carlo Emery 1897. Diacamma ceylonense ingår i släktet Diacamma och familjen myror.

## Underarter
Arten delas in i följande underarter:
- D. c. ceylonense
- D. c. orbiculatum